# Episodi di Cannon (seconda stagione)
La seconda stagione della serie televisiva Cannon è stata trasmessa in anteprima negli Stati Uniti d'America dalla CBS tra il 13 settembre 1972 e il 21 marzo 1973.
| nº | Titolo originale          | Titolo italiano | Prima TV USA      | Prima TV Italia |
| -- | ------------------------- | --------------- | ----------------- | --------------- |
| 1  | Bad Cats and Sudden Death |                 | 13 settembre 1972 |                 |
| 2  | Sky Above, Death Below    |                 | 20 settembre 1972 |                 |
| 3  | Bitter Legion             |                 | 27 settembre 1972 |                 |
| 4  | That Was No Lady          |                 | 4 ottobre 1972    |                 |
| 5  | Stakeout                  |                 | 11 ottobre 1972   |                 |
| 6  | The Predators             |                 | 18 ottobre 1972   |                 |
| 7  | A Long Way Down           |                 | 25 ottobre 1972   |                 |
| 8  | The Rip Off               |                 | 1º novembre 1972  |                 |
| 9  | Child of Fear             |                 | 15 novembre 1972  |                 |
| 10 | The Shadow Man            |                 | 22 novembre 1972  |                 |
| 11 | Hear No Evil              |                 | 29 novembre 1972  |                 |
| 12 | The Endangered Species    |                 | 13 dicembre 1972  |                 |
| 13 | Nobody Beats the House    |                 | 20 dicembre 1972  |                 |
| 14 | Hard Rock Roller Coaster  |                 | 3 gennaio 1973    |                 |
| 15 | The Dead Samaritan        |                 | 10 gennaio 1973   |                 |
| 16 | Death of a Stone Seahorse |                 | 17 gennaio 1973   |                 |
| 17 | Moving Target             |                 | 31 gennaio 1973   |                 |
| 18 | Murder for Murder         |                 | 7 febbraio 1973   |                 |
| 19 | To Ride a Tiger           |                 | 14 febbraio 1973  |                 |
| 20 | Prisoners                 |                 | 21 febbraio 1973  |                 |
| 21 | The Seventh Grave         |                 | 28 febbraio 1973  |                 |
| 22 | Catch Me If You Can       |                 | 7 marzo 1973      |                 |
| 23 | Press Pass to the Slammer |                 | 14 marzo 1973     |                 |
| 24 | Deadly Heritage           |                 | 21 marzo 1973     |                 |